# María José Mures
María José Mures (Córdoba (España), 4 de abril de 1970) es una poeta andaluza y maestra especializada en Educación Especial por la Universidad de Córdoba.Reside en Fernán Núñez.

## Trayectoria
Habilitada en Educación Infantil por la UNED. Realizó su Máster en Logopedia en Rehabilitación de los trastornos del lenguaje y el habla por la Universidad Politècnica de Catalunya.  Ha participado en diversos actos poéticos tanto en Córdoba, como Valencia, Sevilla,  Huelva, Ciudad Real, Barcelona (Barcelona Poesía, 2025) o  Portugal.
Además, es miembro de la Asociación Andaluza de Escritores y Críticos Literarios, del Ateneo de Córdoba, del Colectivo Abierto de Poetas Cordobesas y socia de honor del Ateneo de Almagro. Mures forma parte del grupo Poetas por el Clima. Su poesía está traducida al portugués y  francés.
Asimismo, ha colaborado con numerosos eventos y lecturas poéticas, así como ha participado en Cosmopoética (2023) y sus poemas han aparecido en toda la geografía española.Su trayectoria fue reconocida en la exposición Empueblarte, al ser retratada en 2022.

## Obra
Su poesía es conocida por su sensualidad y erotismo. Su producción poética y narrativa aparece en revistas como Baquiana, Piedra del Molino, Arique, La pájara pinta, en el e-book de Registro Creativo XLVI de la Universidad de Montreal y otras revistas literarias de formato digital.
Sus libros editados son: Antes del amor, 2001; Zahorí, Leyendas, 2004; Cambalache, publicado por la editorial Torremozas en 2005 y Primer labio en 2018 en Betania.
Está incluida en las antologías:
- Ni diosa, ni dulce ni serpiente. Poetas cordobesas de ahora publicado por Diputación de Córdoba en 2020.
- Voces emergentes de la literatura de Ediciones Alborismos, 2021.
- De palabras a poesía. Antología colectiva de Yucatán México, 2021.
- Poetas por el clima Córdoba. Colección Manantial. 2022. Nº LV.
- Los poemas puros Avis Nigra. 2022.
- Homenaje a Antonio Gala. Ateneo de Córdoba.
- Como en un espejo  de Ediciones Endymion, 2023.
- I Encuentro Literario ‘Villa de Luque’.
- Así, la muerte.
- Azzáyt, el carmen del olivar.
- Quejío. Córdoba con Grito de Mujer. Editorial Iruya. 2024.
- Calladita te ves mejor.  Editorial Autómata. Lima.2024.
- Mueve la voz Amor de mi gemido.
- Córdoba canta al marinero en Tierra.
- La luz de tu rostro. Antología andaluza de poesía espiritual. Endymion, 2024.
- Versos en Al-Andalus.
- Antología digital “Nuestro Reino Animal” 2024.
- Poetas en diálogo. Madrid y Andalucía en verso.
- Historias a la Luna. I Certamen de microrrelatos.
- Antología internacional “Poemas y Relatos en primavera 2024”. Mendoza, Argentina.
- I Encuentro de poetas. Aguilar de la Frontera. 2024.
- Homenaje a don Juan Valera en el 200.º aniversario de su nacimiento.2024.
- Sin cuarto propio. Antología poética escrita por mujeres. Laia Editora. Argentina.
- II certamen literario de microrrelato “Muñecos de nieve”. II Certamen literario Luna Llena.
- Ángeles de la calle. Antología internacional. Colectivo Cultural “Por las huellas del arte” 2025.Tomo I
- Carnaval, Carnaval. Certamen literario de microrrelato Luna Llena.
- Versomicina. Antología poética. Priego de Córdoba. 2025
- I Encuentro Literario “Villa de Espejo”. 2025
- Certamen literario de microrrelato “La prima Vera”. Luna Llena.
- III Encuentro Literario “Villa de Luque”. 2025
- Angustiante Llamado de la Naturaleza.Volumen I. Editorial Meperson.  ISBN: 9798281471138.2025

## Premios
- La niña enamorada. Premio Instituto de Bachillerato "Francisco de los Ríos" Fernán Núñez, 1990.
- Segundo Premio de Poesía en Alfafar (Valencia, 2002)[21][22]
- V Concurso Nacional de Poesía Caños Dorados (2007)[23]
- Tormenta. III Premio Poesía Maya Hunbatz y Hunchouén, Guatemala. 2023.
- Finalista del I certamen Literario Caleidos Arte. 2024